# Saison 1977-1978 de la LNH
Saison précédente Saison suivante
La saison 1977-1978 est la 61e saison régulière de la Ligue nationale de hockey. Dix-huit équipes ont joué chacune 80 matchs.

## Saison régulière

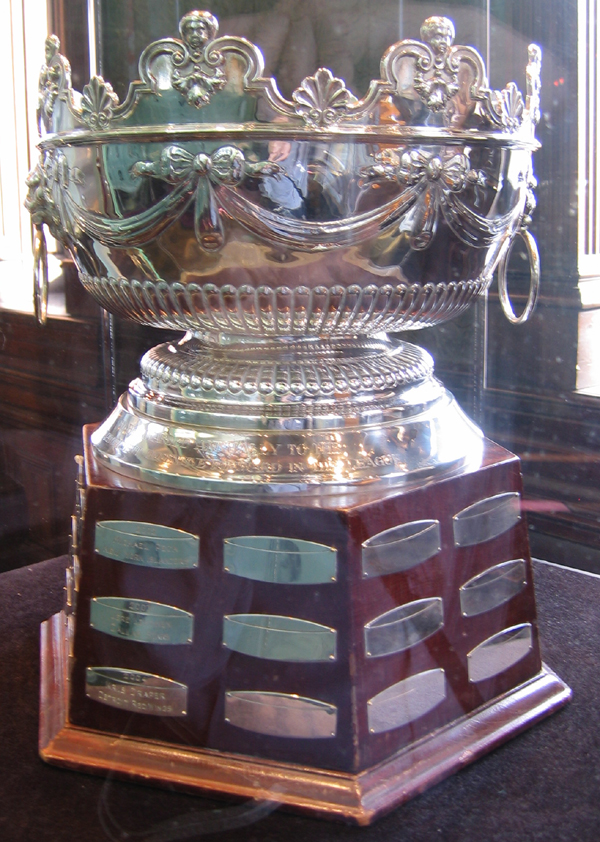
Trophée Frank-J.-Selke

Un nouveau trophée est mis en place cette saison afin de récompenser l'attaquant qui montre le plus de capacités défensives dans la ligue : le trophée Frank-J.-Selke.

### Classements finaux

#### Association Prince de Galles
| Clt   | Équipe                 | PJ | V  | D  | N  | BP  | BC  | Pts |
| ----- | ---------------------- | -- | -- | -- | -- | --- | --- | --- |
| +001, | Bruins de Boston       | 80 | 51 | 18 | 11 | 333 | 218 | 113 |
| +002, | Sabres de Buffalo      | 80 | 44 | 19 | 17 | 288 | 215 | 105 |
| +003, | Maple Leafs de Toronto | 80 | 41 | 29 | 10 | 271 | 237 | 92  |
| +004, | Barons de Cleveland    | 80 | 22 | 45 | 13 | 230 | 325 | 57  |

| Clt   | Équipe                 | PJ | V  | D  | N  | BP  | BC  | Pts |
| ----- | ---------------------- | -- | -- | -- | -- | --- | --- | --- |
| +001, | Canadiens de Montréal  | 80 | 59 | 10 | 11 | 359 | 183 | 129 |
| +002, | Red Wings de Détroit   | 80 | 32 | 34 | 14 | 252 | 266 | 78  |
| +003, | Kings de Los Angeles   | 80 | 31 | 34 | 15 | 243 | 245 | 77  |
| +004, | Penguins de Pittsburgh | 80 | 25 | 37 | 18 | 254 | 321 | 68  |
| +005, | Capitals de Washington | 80 | 17 | 49 | 14 | 195 | 321 | 48  |

#### Association Clarence Campbell
| Clt   | Équipe                 | PJ | V  | D  | N  | BP  | BC  | Pts |
| ----- | ---------------------- | -- | -- | -- | -- | --- | --- | --- |
| +001, | Islanders de New York  | 80 | 48 | 17 | 15 | 334 | 210 | 111 |
| +002, | Flyers de Philadelphie | 80 | 45 | 20 | 15 | 296 | 200 | 105 |
| +003, | Flames d'Atlanta       | 80 | 34 | 27 | 19 | 274 | 252 | 87  |
| +004, | Rangers de New York    | 80 | 30 | 37 | 13 | 279 | 280 | 73  |

| Clt   | Équipe                   | PJ | V  | D  | N  | BP  | BC  | Pts |
| ----- | ------------------------ | -- | -- | -- | -- | --- | --- | --- |
| +001, | Black Hawks de Chicago   | 80 | 32 | 29 | 19 | 230 | 220 | 83  |
| +002, | Rockies du Colorado      | 80 | 19 | 40 | 21 | 257 | 305 | 59  |
| +003, | Canucks de Vancouver     | 80 | 20 | 43 | 17 | 239 | 320 | 57  |
| +004, | Blues de Saint-Louis     | 80 | 20 | 47 | 13 | 195 | 304 | 53  |
| +005, | North Stars du Minnesota | 80 | 18 | 53 | 9  | 218 | 325 | 45  |

- Champion de la saison régulière
- Qualifié pour les quarts de finale des séries éliminatoires
- Qualifié pour le tour préliminaire des séries éliminatoires

### Meilleurs Pointeurs
| Joueur            | Équipe                | PJ | B  | A  | Pts | Pun |
| ----------------- | --------------------- | -- | -- | -- | --- | --- |
| Guy Lafleur       | Montréal              | 78 | 60 | 72 | 132 | 26  |
| Bryan Trottier    | Islanders de New York | 77 | 46 | 77 | 123 | 46  |
| Darryl Sittler    | Toronto               | 80 | 45 | 72 | 117 | 100 |
| Jacques Lemaire   | Montréal              | 76 | 36 | 61 | 97  | 14  |
| Denis Potvin      | Islanders de New York | 80 | 30 | 64 | 94  | 81  |
| Mike Bossy        | Islanders de New York | 73 | 53 | 38 | 91  | 6   |
| Terry O'Reilly    | Boston                | 77 | 29 | 61 | 90  | 211 |
| Gilbert Perreault | Buffalo               | 79 | 41 | 48 | 89  | 20  |
| Bobby Clarke      | Philadelphie          | 71 | 21 | 68 | 89  | 83  |
| Lanny McDonald    | Toronto               | 74 | 47 | 40 | 87  | 54  |

## Séries éliminatoires de la Coupe Stanley

### Tableau récapitulatif
|  | Barrages | Barrages               | Barrages | Barrages               |   |                        | Quarts de finale | Quarts de finale | Quarts de finale | Quarts de finale |  |  | Demi-finales | Demi-finales | Demi-finales | Demi-finales |  |  | Finale | Finale | Finale | Finale |
|  |          |                        |          |                        |   |                        |                  |                  |                  |                  |  |  |              |              |              |              |  |  |        |        |        |        |
|  |          |                        |          |                        |   |                        |                  |                  |                  |                  |  |  |              |              |              |              |  |  |        |        |        |        |
|  |          |                        |          |                        |   |                        |                  |                  |                  |                  |  |  |              |              |              |              |  |  |        |        |        |        |
|  |          |                        |          |                        |   |                        |                  |                  |                  |                  |  |  |              |              |              |              |  |  |        |        |        |        |
|  |          |                        |          |                        |   |                        |                  |                  |                  |                  |  |  |              |              |              |              |  |  |        |        |        |        |
|  | 1        | Canadiens de Montréal  | 4        | 4                      |   |                        |                  |                  |                  |                  |  |  |              |              |              |              |  |  |        |        |        |        |
|  | 1        | Canadiens de Montréal  | 4        | 4                      |   |                        |                  |                  |                  |                  |  |  |              |              |              |              |  |  |        |        |        |        |
|  |          |                        | 9        | Red Wings de Détroit   | 1 | 1                      |                  |                  |                  |                  |  |  |              |              |              |              |  |  |        |        |        |        |
|  | 4        | Flyers de Philadelphie | 9        | Red Wings de Détroit   | 1 | 1                      | 2                | 2                |                  |                  |  |  |              |              |              |              |  |  |        |        |        |        |
|  | 4        | Flyers de Philadelphie |          |                        |   |                        |                  | 2                |                  |                  |  |  |              |              |              |              |  |  |        |        |        |        |
|  | 12       | Rockies du Colorado    | 0        | 0                      |   |                        |                  |                  |                  |                  |  |  |              |              |              |              |  |  |        |        |        |        |
|  | 12       | Rockies du Colorado    | 0        | 0                      | 1 | Canadiens de Montréal  | 4                | 4                |                  |                  |  |  |              |              |              |              |  |  |        |        |        |        |
|  |          |                        |          |                        | 1 | Canadiens de Montréal  | 4                | 4                |                  |                  |  |  |              |              |              |              |  |  |        |        |        |        |
|  |          |                        | 6        | Maple Leafs de Toronto | 0 | 0                      |                  |                  |                  |                  |  |  |              |              |              |              |  |  |        |        |        |        |
|  |          |                        |          |                        | 0 | 0                      |                  |                  |                  |                  |  |  |              |              |              |              |  |  |        |        |        |        |
|  |          |                        |          |                        |   |                        |                  |                  |                  |                  |  |  |              |              |              |              |  |  |        |        |        |        |
|  |          |                        |          |                        |   |                        |                  |                  |                  |                  |  |  |              |              |              |              |  |  |        |        |        |        |
|  | 2        | Bruins de Boston       | 4        | 4                      |   |                        |                  |                  |                  |                  |  |  |              |              |              |              |  |  |        |        |        |        |
|  | 2        | Bruins de Boston       | 4        | 4                      |   |                        |                  |                  |                  |                  |  |  |              |              |              |              |  |  |        |        |        |        |
|  |          |                        | 8        | Black Hawks de Chicago | 0 | 0                      |                  |                  |                  |                  |  |  |              |              |              |              |  |  |        |        |        |        |
|  | 5        | Sabres de Buffalo      | 8        | Black Hawks de Chicago | 0 | 0                      | 2                | 2                |                  |                  |  |  |              |              |              |              |  |  |        |        |        |        |
|  | 5        | Sabres de Buffalo      |          |                        |   |                        |                  | 2                |                  |                  |  |  |              |              |              |              |  |  |        |        |        |        |
|  | 11       | Rangers de New York    | 1        | 1                      |   |                        |                  |                  |                  |                  |  |  |              |              |              |              |  |  |        |        |        |        |
|  | 11       | Rangers de New York    | 1        | 1                      | 1 | Canadiens de Montréal  | 4                | 4                |                  |                  |  |  |              |              |              |              |  |  |        |        |        |        |
|  |          |                        |          |                        | 1 | Canadiens de Montréal  | 4                | 4                |                  |                  |  |  |              |              |              |              |  |  |        |        |        |        |
|  |          |                        | 2        | Bruins de Boston       | 2 | 2                      |                  |                  |                  |                  |  |  |              |              |              |              |  |  |        |        |        |        |
|  | 6        | Maple Leafs de Toronto | 2        | Bruins de Boston       | 2 | 2                      | 2                | 2                |                  |                  |  |  |              |              |              |              |  |  |        |        |        |        |
|  | 6        | Maple Leafs de Toronto |          |                        |   |                        |                  | 2                |                  |                  |  |  |              |              |              |              |  |  |        |        |        |        |
|  | 10       | Kings de Los Angeles   | 0        | 0                      |   |                        |                  |                  |                  |                  |  |  |              |              |              |              |  |  |        |        |        |        |
|  | 10       | Kings de Los Angeles   | 0        | 0                      | 3 | Islanders de New York  | 3                | 3                |                  |                  |  |  |              |              |              |              |  |  |        |        |        |        |
|  |          |                        |          |                        | 3 | Islanders de New York  | 3                | 3                |                  |                  |  |  |              |              |              |              |  |  |        |        |        |        |
|  |          |                        | 6        | Maple Leafs de Toronto | 4 | 4                      |                  |                  |                  |                  |  |  |              |              |              |              |  |  |        |        |        |        |
|  |          |                        |          |                        | 4 | 4                      |                  |                  |                  |                  |  |  |              |              |              |              |  |  |        |        |        |        |
|  |          |                        |          |                        |   |                        |                  |                  |                  |                  |  |  |              |              |              |              |  |  |        |        |        |        |
|  |          |                        |          |                        |   |                        |                  |                  |                  |                  |  |  |              |              |              |              |  |  |        |        |        |        |
|  | 2        | Bruins de Boston       | 4        | 4                      |   |                        |                  |                  |                  |                  |  |  |              |              |              |              |  |  |        |        |        |        |
|  | 2        | Bruins de Boston       | 4        | 4                      |   |                        |                  |                  |                  |                  |  |  |              |              |              |              |  |  |        |        |        |        |
|  |          |                        | 4        | Flyers de Philadelphie | 1 | 1                      |                  |                  |                  |                  |  |  |              |              |              |              |  |  |        |        |        |        |
|  | 7        | Flames d'Atlanta       | 4        | Flyers de Philadelphie | 1 | 1                      | 0                | 0                |                  |                  |  |  |              |              |              |              |  |  |        |        |        |        |
|  | 7        | Flames d'Atlanta       |          |                        |   |                        |                  | 0                |                  |                  |  |  |              |              |              |              |  |  |        |        |        |        |
|  | 9        | Red Wings de Détroit   | 2        | 2                      |   |                        |                  |                  |                  |                  |  |  |              |              |              |              |  |  |        |        |        |        |
|  | 9        | Red Wings de Détroit   | 2        | 2                      | 4 | Flyers de Philadelphie | 4                | 4                |                  |                  |  |  |              |              |              |              |  |  |        |        |        |        |
|  |          |                        |          |                        | 4 | Flyers de Philadelphie | 4                | 4                |                  |                  |  |  |              |              |              |              |  |  |        |        |        |        |
|  |          |                        | 5        | Sabres de Buffalo      | 1 | 1                      |                  |                  |                  |                  |  |  |              |              |              |              |  |  |        |        |        |        |
|  |          |                        |          |                        | 1 | 1                      |                  |                  |                  |                  |  |  |              |              |              |              |  |  |        |        |        |        |
|  |          |                        |          |                        |   |                        |                  |                  |                  |                  |  |  |              |              |              |              |  |  |        |        |        |        |
|  |          |                        |          |                        |   |                        |                  |                  |                  |                  |  |  |              |              |              |              |  |  |        |        |        |        |
|  |          |                        |          |                        |   |                        |                  |                  |                  |                  |  |  |              |              |              |              |  |  |        |        |        |        |
|  |          |                        |          |                        |   |                        |                  |                  |                  |                  |  |  |              |              |              |              |  |  |        |        |        |        |

### Finale de la Coupe Stanley
Les Canadiens de Montréal gagnent contre les Bruins de Boston 4 victoires contre 2 et remportent ainsi leur troisième Coupe Stanley d'affilée.
| 13 mai | Canadiens de Montréal | 4-1 (2-1, 1-0, 1-0) | Bruins de Boston | Forum de Montréal 17 168 spectateurs |

| Feuille de match | Feuille de match | Feuille de match    | Feuille de match                           | Feuille de match |
| ---------------- | --- | ------------------- | ------------------------------------------ | ---------------- |
|                  | Lafleur (Lapointe) — 4 min 31 s (SN) Lambert (Lafleur, Shutt) — 9 min 53 s (SN) Shutt (Lemaire, Lafleur) — 33 min 54 s Cournoyer (Jarvis, Lambert) — 43 min 55 s | 0-1 1-1 2-1 3-1 4-1 | Park (Schmautz, Ratelle) — 2 min 31 s (SN) |                  |
| Dryden           | Gardiens | Cheevers            |                                            |                  |
|                  | |                     |                                            |                  |
| 27               | Tirs | 16                  |                                            |                  |

| 16 mai | Canadiens de Montréal | 3-2 (pr) (0-0, 1-1, 1-1, 1-0) | Bruins de Boston | Forum de Montréal 17 426 spectateurs |

| Feuille de match | Feuille de match                                                                                          | Feuille de match    | Feuille de match                                                          | Feuille de match |
| ---------------- | --- | ------------------- | ------------------------------------------------------------------------- | ---------------- |
|                  | Shutt (Cournoyer, Robinson) — 27 min Gainey (Jarvis, Houle) — 52 min 12 s Lafleur (Robinson) — 73 min 9 s | 0-1 1-1 2-1 2-2 3-2 | Park (O'Reilly, McNab) — 23 min 57 s Smith (Cashman, Mcnab) — 55 min 48 s |                  |
| Dryden           | Gardiens                                                                                                  | Cheevers            |                                                                           |                  |
|                  | |                     |                                                                           |                  |
| 35               | Tirs | 32                  |                                                                           |                  |

| 18 mai | Bruins de Boston | 4-0 (2-0, 0-0, 2-0) | Canadiens de Montréal | Boston Garden 14 602 spectateurs |

| Feuille de match | Feuille de match | Feuille de match | Feuille de match | Feuille de match |
| ---------------- | --- | ---------------- | ---------------- | ---------------- |
|                  | Doak (Ratelle) — 59 s Middleton (Ratelle) — 5 min 11 s McNab (Milbury) — 42 min 54 s O'Reilly (Mcnab, Milbury) — 55 min 39 s | 1-0 2-0 3-0 4-0  |                  |                  |
| Cheevers         | Gardiens | Dryden           |                  |                  |
|                  | |                  |                  |                  |
| 36               | Tirs | 16               |                  |                  |

| 21 mai | Bruins de Boston | 4-3 (pr) (1-1, 0-1, 2-1, 1-0) | Canadiens de Montréal | Boston Garden 14 602 spectateurs |

| Feuille de match | Feuille de match | Feuille de match            | Feuille de match                                                                                                | Feuille de match |
| ---------------- | --- | --------------------------- | --- | ---------------- |
|                  | Sheppard (Marcotte) — 25 s Mcnab (Cashman, O'Reilly) — 49 min 19 s Park (Milbury, Sheppard) — 53 min 20 s Schmautz (Sheppard, Park) — 66 min 22 s | 1-0 1-1 1-2 2-2 3-2 3-3 4-3 | Risebrough (Tremblay, Gainey) — 3 min 26 s Robinson (Mondou) — 27 min Lafleur (Lapointe, Lemaire) — 59 min 27 s |                  |
| Cheevers         | Gardiens | Dryden                      | |                  |
|                  | |                             | |                  |
|                  | |                             | |                  |

| 23 mai | Canadiens de Montréal | 4-1 (2-0, 2-0, 0-1) | Bruins de Boston | Forum de Montréal 17 387 spectateurs |

| Feuille de match | Feuille de match | Feuille de match    | Feuille de match                               | Feuille de match |
| ---------------- | --- | ------------------- | ---------------------------------------------- | ---------------- |
|                  | Robinson (Savard) — 7 min 46 s Mondou (Savard) — 11 min 10 s (SN) Larouche (Cournoyer, Savard) — 33 min 4 s (SN) Lemaire (Nyrop) — 38 min 42 s | 1-0 2-0 3-0 4-0 4-1 | Marcotte (Schmautz, Miller) — 51 min 22 s (SN) |                  |
| Dryden           | Gardiens | Cheevers, Grahame   |                                                |                  |
|                  | |                     |                                                |                  |
| 30               | Tirs | 30                  |                                                |                  |

| 25 mai | Bruins de Boston | 1-4 (1-2, 0-2, 0-0) | Canadiens de Montréal | Boston Garden 14 602 spectateurs |

| Feuille de match | Feuille de match                           | Feuille de match    | Feuille de match | Feuille de match |
| ---------------- | ------------------------------------------ | ------------------- | --- | ---------------- |
|                  | Park (Marcotte, Sheppard) — 4 min 5 s (SN) | 1-0 1-1 1-2 1-3 1-4 | Shutt (Mondou, Robinson) — 7 min 1 s Tremblay (Mondou, Robinson) — 9 min 20 s Tremblay (Lambert, Nyrop) — 33 min 37 s Houle (Jarvis) — 37 min 46 s |                  |
| Cheevers         | Gardiens                                   | Dryden              | |                  |
|                  |                                            |                     | |                  |
| 16               | Tirs                                       | 24                  | |                  |

## Récompenses

### Trophées
| Trophée                      | Vainqueur                                                        | Équipe                                                           |
| ---------------------------- | ---------------------------------------------------------------- | ---------------------------------------------------------------- |
| Trophée Calder               | Mike Bossy                                                       | Islanders de New York                                            |
| Trophée Lester-B.-Pearson    | Guy Lafleur                                                      | Canadiens de Montréal                                            |
| Trophée Art-Ross             | Guy Lafleur                                                      | Canadiens de Montréal                                            |
| Trophée Hart                 | Guy Lafleur                                                      | Canadiens de Montréal                                            |
| Trophée Conn-Smythe          | Larry Robinson                                                   | Canadiens de Montréal                                            |
| Trophée Bill-Masterton       | Butch Goring                                                     | Kings de Los Angeles                                             |
| Trophée Frank-J.-Selke       | Bob Gainey                                                       | Canadiens de Montréal                                            |
| Trophée Jack-Adams           | Bobby Kromm                                                      | Red Wings de Détroit                                             |
| Trophée James-Norris         | Denis Potvin                                                     | Islanders de New York                                            |
| Trophée Lady Byng            | Butch Goring                                                     | Kings de Los Angeles                                             |
| Trophée Lester-Patrick       | Phil Esposito, Tom Fitzgerald, William T. Tutt, William W. Wirtz | Phil Esposito, Tom Fitzgerald, William T. Tutt, William W. Wirtz |
| Trophée Vézina               | Ken Dryden Michel Larocque                                       | Canadiens de Montréal                                            |
| Trophée plus-moins de la LNH | Guy Lafleur                                                      | Canadiens de Montréal                                            |

| Trophée                      | Équipe                |
| ---------------------------- | --------------------- |
| Trophée Clarence-S.-Campbell | Islanders de New York |
| Trophée Prince de Galles     | Canadiens de Montréal |
| Coupe Stanley                | Canadiens de Montréal |

### Équipes d'étoiles
| Position       | Première équipe | Première équipe       | Deuxième équipe | Deuxième équipe        |
| Position       | Joueur          | Équipe                | Joueur          | Équipe                 |
| -------------- | --------------- | --------------------- | --------------- | ---------------------- |
| Gardien de but | Ken Dryden      | Canadiens de Montréal | Don Edwards     | Sabres de Buffalo      |
| Défenseur      | Brad Park       | Bruins de Boston      | Larry Robinson  | Canadiens de Montréal  |
| Défenseur      | Denis Potvin    | Islanders de New York | Börje Salming   | Maple Leafs de Toronto |
| Ailier gauche  | Clark Gillies   | Islanders de New York | Steve Shutt     | Canadiens de Montréal  |
| Centre         | Bryan Trottier  | Islanders de New York | Darryl Sittler  | Maple Leafs de Toronto |
| Ailier droit   | Guy Lafleur     | Canadiens de Montréal | Mike Bossy      | Islanders de new York  |